# Dolina Roztocka

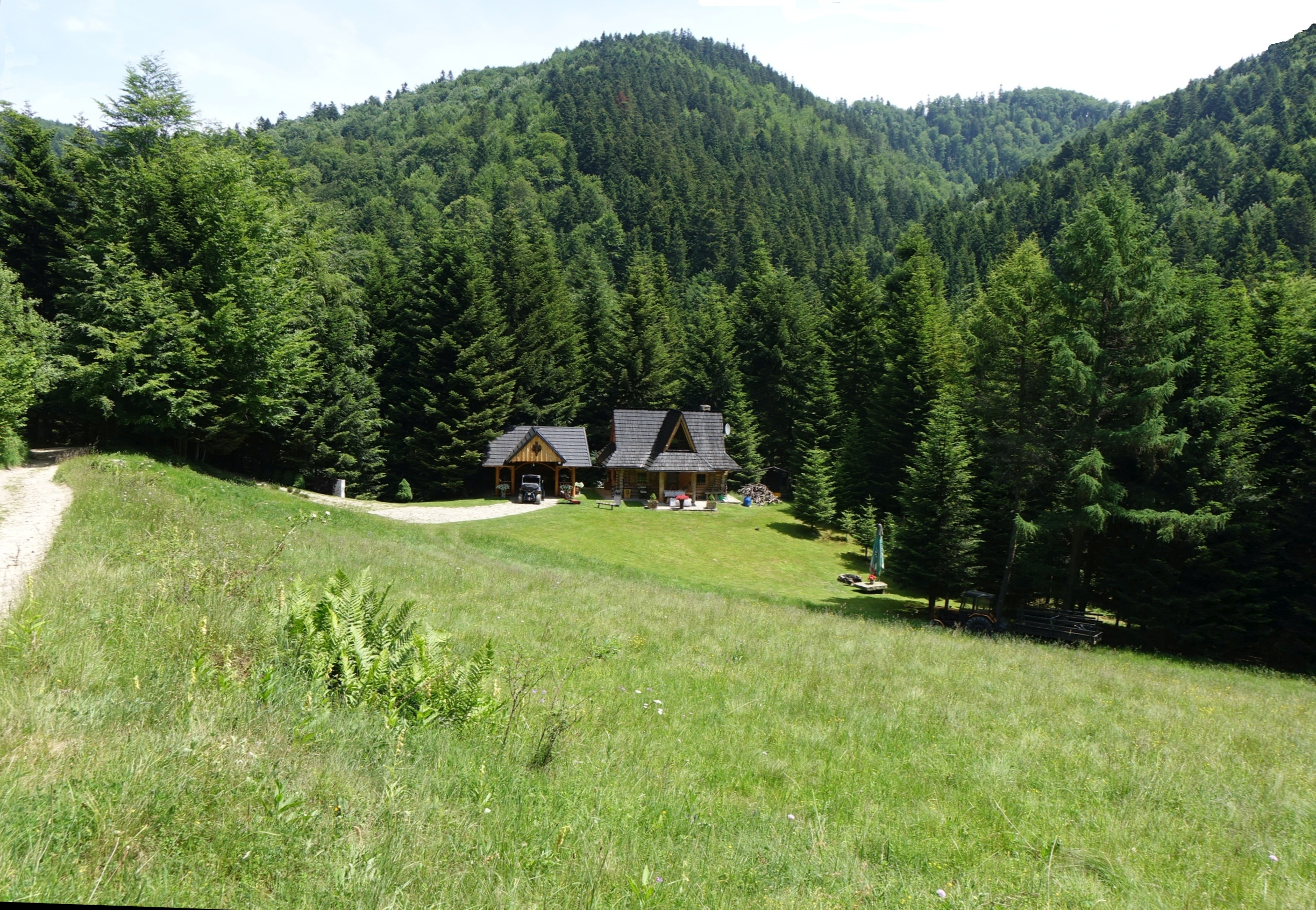
Widok z Młaczek na Czeremchę Zachodnią, Roztokę i Dolinę Roztocką

Dolina Roztocka lub Dolina Roztoka– dolina w Paśmie Radziejowej w Beskidzie Sądeckim. Jest orograficznie lewym odgałęzieniem doliny potoku Sopotnickiego, administracyjnie znajduje się w granicach miasta Szczawnicy w województwie małopolskim, w powiecie nowotarskim.
Dolina Roztocka spod zwornikowego szczytu Roztoka opada we wschodnim kierunku i ma wylot przy polanie Młaczki. Jej północne zbocza tworzą Roztoka i grzbiet Czeremchy Zachodniej, południowe południowo-zachodni grzbiet Roztoki. Dnem doliny spływa niewielki i bezimienny potok i biegnie droga leśna. Dolina jest całkowicie porośnięta lasem, dawniej było jednak na niej kilka polan o nazwie Piciradów.